# (2821) Slávka
(2821) Slávka es un asteroide perteneciente al cinturón de asteroides, descubierto el 24 de septiembre de 1978 por Zdeňka Vávrová desde el Observatorio Kleť, České Budějovice, República Checa.

## Designación y nombre
Designado provisionalmente como 1978 SQ. Fue nombrado Slávka en homenaje a "Sláva Vávrovÿ" madre de la descubridora.